# Онищенко Анатолій Ілліч
Анатолій Ілліч Онищенко (нар. 28 серпня 1937, місто Костянтинівка Донецької області) — український радянський партійний діяч, 1-й секретар Луганського обкому КПУ. Член ЦК КПУ у 1990—1991 р. Член ЦК КПРС у 1990—1991 р.

## Біографія
Народився в родині службовця. У 1954—1957 р. — учень Рутченківського гірничого технікуму Сталінської області. Трудову діяльність розпочав у 1957 році електрослюсарем шахти «Україна» Перевальського району Ворошиловградської області, потім працював гірничим майстром на цій шахті.
У 1957—1962 р. — студент Донецького політехнічного інституту, здобув спеціальність гірничого інженера.
У 1962 році — молодший науковий співробітник Макіївського науково-дослідного інституту Донецької області.
У 1962—1970 р. — гірничий майстер; помічник начальника, заступник начальника, начальник дільниці; помічник головного інженера; начальник дільниці шахти «Україна» у місті Перевальську Луганської області.
Член КПРС з 1965 року.
У 1970—1975 р. — заступник директора; головний інженер шахти «Україна»; головний інженер шахтоуправління «Україна» Перевальського району Ворошиловградської області.
У 1975—1977 р. — директор шахтоуправління імені Артема Ворошиловградської області.
У 1977—1981 р. — 1-й секретар Перевальського районного комітету КПУ Ворошиловградської області.
У 1981—1983 р. — слухач Академії суспільних наук при ЦК КПРС у Москві. У 1983 році працював інструктором Ворошиловградського обласного комітету КПУ.
У серпні 1983 — травні 1990 р. — 1-й секретар Краснолуцького міського комітету КПУ Ворошиловградської області.
26 травня 1990 — серпень 1991 р. — 1-й секретар Луганського обласного комітету КПУ.
Потім — на пенсії у Луганській області.

## Нагороди
- ордени
- медалі